# Liste des personnages du Winx Club
Pour un article plus général, voir Winx Club.
Winx Club est une série télévisée d'animation italienne co-produite par la société Rainbow et Nickelodeon. La série met en scène des personnages créés par le dessinateur Iginio Straffi et se déroule dans une dimension magique où un groupe de fées défendent leur univers contre des créatures mythologiques maléfiques. Le groupe, nommé le Winx Club, fréquente l'école pour fées d'Alféa. Les Spécialistes, un groupe d'étudiants masculins de l'école de la Fontaine Rouge, rejoignent souvent les fées dans leurs aventures. Ils n'ont pas de pouvoirs magiques et s'entraînent plutôt à combattre à l'aide d'armes à énergie dirigée.
Le groupe est composé de Bloom, une étudiante de la Terre qui pense être une humaine normale jusqu'à ce qu'elle découvre ses pouvoirs basés sur la flamme du dragon, Stella, la fée de la lune et du soleil, mais également princesse de Solaria et gardienne du sceptre magique ; Flora, la fée de la nature ; Musa, la fée de la musique ; et Tecna, la fée de la technologie. La Fée des vagues, Layla, arrive dans la deuxième saison et devient le sixième membre du groupe. La Fée des Animaux, Roxy, apparaît lors de la quatrième saison et rejoint les autres fées. Chaque saison du Winx Club introduit de nouveaux méchants qui combattent les fées avec l'aide des sorcières, les Trix.
Lors des premières saisons (saison 1 à 4), les bouches des personnages sont animées pour correspondre aux voix des acteurs italiens qui enregistrent leurs répliques à Rome. Les émissions spéciales et les saisons 5 et 6 sont animées pour correspondre à la production hollywoodienne qui réalise ses répliques au studio Atlas Oceanic. La saison 7 est également adaptée aux scénarios anglais de Nickelodeon et Rainbow, mais en raison de restrictions budgétaires, Viacom change le casting de Hollywood à New York.

## Histoire de la création et de la production
Iginio Straffi imagine les personnages du Winx Club pour le premier épisode Les pouvoirs de Bloom. Les tenues des personnages sont inspirées de celles des fées européennes traditionnelles, tandis que leurs apparitions sont vaguement inspirées des célébrités populaires de l'époque. Dans une interview accordée au magazine italien IO Donna en 2011, Straffi déclare que Britney Spears sert d'inspiration pour Bloom, Cameron Diaz pour Stella, Jennifer Lopez pour Flora, Pink pour Tecna, Beyoncé pour Layla et Lucy Liu pour Musa. Il veut que les fées représentent « les femmes d'aujourd'hui » et qu'elles soient plus modernes que les exemples classiques comme la Fata Turchina.
Après avoir organisé des projections tests de l'épisode, Straffi est mécontent de la réaction peu enthousiaste du public face au style vestimentaire démodé des personnages. Il engage des stylistes italiens pour donner aux personnages une apparence plus moderne. Flora subit plusieurs changements parce qu'il estime que le public n'aime pas son style. Elle est dessinée à l'origine avec des lunettes et un teint plus clair ; pour la série complète, ses lunettes sont retirées et lui donne une peau plus foncée pour qu'elle ait l'air plus latino.
Selon le réalisateur, les personnalités des fées sont toutes différentes afin que les adolescents puissent s'identifier au maximum à un personnage qui leur ressemble. Après la présentation mondiale de la première saison, l'équipe de production constate que le public américain remarque l'absence de personnage noirs dans la série. En réponse, Straffi dessine Layla, la sixième fée du groupe, avec une peau plus foncée que les autres filles. Elle est inspirée de la chanteuse américaine Beyoncé et est présentée lors de la deuxième saison.
Après l'achat du studio Rainbow par Viacom en 2011, les nouvelles saisons sont produites par Nickelodeon et Rainbow. Afin d'attirer plus d'audience, Viacom mise sur des acteurs et actrices populaires pour de nombreux personnages tels que Ariana Grande pour Diaspro, Elizabeth Gillies pour Daphné, Keke Palmer pour Layla, Matt Shively pour Sky et Daniella Monet pour Mitzi,.

## Les Winx

### Bloom
Bloom est la Fée de la Flamme du Dragon. Son nom vient de la source de ses pouvoirs, une divinité qui a créé la dimension magique. Elle a de longs cheveux roux, des yeux bleus et est la fée la plus puissante et la meneuse du Winx Club. Avant de découvrir ses pouvoirs magiques, elle vivait sur Terre comme une humaine normale, ignorant sa naissance sur la planète Domino. Tout au long des trois premières saisons, Bloom découvre le mystère de la destruction de sa planète natale par les sorcières ancestrales, pour finir par se battre contre elles. Bloom fréquente Sky tout au long de la série et accepte sa demande en mariage dans le film Winx Club 3D : L'Aventure magique. Elle a également un lapin de compagnie bleu nommé Kiko. L'actrice italienne doublant la voix de Bloom est Letizia Ciampa et l'actrice américaine doublant sa voix est Molly Quinn,. L'actrice francophone doublant sa voix est Carole Baillien.

### Stella
Stella est la Fée de la Lune et du Soleil et est la princesse de la planète Solaria. Elle a de longs cheveux blonds et des yeux noisettes. Ses pouvoirs consistent à manipuler la lumière et à utiliser l'énergie du soleil et de la lune. Elle possède en plus un sceptre magique issue de sa famille royale, ce qui lui donne des pouvoirs supplémentaires, elle est par exemple la seule à maîtriser la téléportation. Elle est la première fée à utiliser ses pouvoirs et à se transformer dans la série. C'est une artiste douée et elle tient un carnet de croquis de mode. Tout au long des saisons, Stella crée ses propres tenues et celle pour le groupe afin qu'elle puisse réaliser son rêve de devenir styliste. Elle est fiancée à Brandon, le garde du corps de Sky. L'actrice italienne doublant la voix de Stella est Perla Liberatori et l'actrice américaine doublant sa voix est Amy Gross,. L'actrice francophone doublant sa voix est Esther Aflalo.

### Flora
Flora est la Fée de la Nature, elle vient de la planète Lymphéa. Elle a de longs cheveux châtain ainsi que des yeux verts. Ses pouvoirs sont donnés sur la nature, l'environnement et les plantes. C'est l'experte des potions et des remèdes. Flora commence à fréquenter Helia lors de la deuxième saison. L'actrice italienne doublant la voix de Flora est Ilaria Latini et l'actrice américaine doublant sa voix est Alejandra Reynoso,. L'actrice francophone doublant sa voix est Alice Ley.

### Musa
Musa est la Fée de la Musique, arrivant de la planète Melody. Elle a des yeux violets et deux couettes qui surmontent ses cheveux bleus. Dans la saison 3, Musa change de coiffure et opte pour deux couettes plus longues. Ses pouvoirs consistent à manipuler les ondes sonores et la musique. Elle aime la musique et la danse, et peut parfois être pessimiste. Elle est la plus franche et la plus sensée du groupe. Son petit ami est Riven, bien que leur relation connaît des hauts et des bas. L'actrice italienne doublant la voix de Musa est Gemma Donati et l'actrice américaine doublant sa voix est Romi Dames,. L'actrice francophone doublant sa voix est Mélanie Dermont.

### Tecna
Tecna est la Fée de la Technologie, provenant de la planète Zénith. Ses cheveux sont courts et violets et elle possède des yeux bleu-vert. Elle a une mémoire photographique et une connaissance de la science, ce qui lui permet d'inventer des appareils pour s'aider et aider ses amis. Elle aime faire des expériences avec des programmes informatiques et jouer à des jeux vidéo. Elle est ordonnée et rationnelle, utilisant la logique pour résoudre les problèmes. Son petit ami est Timmy. L'actrice italienne doublant la voix de Tecna est Domitilla D'Amico et l'actrice américaine doublant sa voix est Morgan Decker,. L'actrice francophone doublant sa voix est Tania Garbarski.

### Layla/Aisha
Layla, ou Aisha en version originale, est la Fée des Fluides, elle est la princesse de la planète Andros. Elle rejoint le groupe dans la saison 2. Elle a de longs cheveux bruns et bouclés ainsi que des yeux bleus saillants. Elle est capable de contrôler et de manipuler un fluide rose appelé Morphix. Elle est rebelle et athlétique, avec une passion pour le sport et la danse. Au cours des sixième et septième saisons, elle entame une relation amoureuse avec Nex à la suite du décès de son fiancé Nabu au cours de la quatrième saison. L'actrice italienne doublant la voix de Layla est Laura Lenghi et l'actrice américaine doublant sa voix est Keke Palmer,. L'actrice francophone doublant sa voix est Delphine Moriau.

### Roxy
Roxy est la Fée des Animaux. Elle a des yeux bleu foncé et une longue chevelure rose. Elle fait son apparition à partir de la saison 4, lorsque les Winx tentent de ramener la magie sur Terre à l'aide du Believix. Elle rejoint par conséquent occasionnellement le groupe, étant désignée comme la septième membre. C'est la dernière fée de la Terre. Son père, Klaus, est un véritable Terrien alors que sa mère, la Reine Morgana du royaume de Tír na nÓg, a été emprisonnée par les Sorciers du Cercle Noir. Dans la cinquième saison, elle s'inscrit à l'école d'Alféa, où elle renforce sa magie animale. Elle a un chien de compagnie intelligent nommé Artu. L'actrice italienne doublant la voix de Roxy est Debora Magnaghi et l'actrice américaine doublant sa voix est Liliana Mumy,.L'actrice francophone doublant sa voix est Audrey D'Hulstère.

## Les Spécialistes

### Sky
Sky est le dirigeant des Spécialistes. C'est le prince de la planète Eraklyon. Il est blond, aux yeux bleus et est le fiancé de Bloom. Dans la saison 1, il est révélé qu'il devait se marier avec sa fiancée, la princesse Diaspro, ce qui brise le cœur de Bloom. Sky quitte Diaspro après avoir compris qu'elle était égoïste. Lors de la saison 3, Diaspro tente une nouvelle offensive afin de récupérer Sky en l'arrachant de Bloom, mais échoue. Des lors, ses sentiments sont partagés entre son amour pour Bloom et l'obstination de Diaspro, décidée à le reconquérir. Le meilleur ami de Sky est son garde du corps, Brandon. L'acteur italien doublant la voix de Sky est Alessandro Quarta et l'acteur francophone doublant sa voix est Sébastien Hébrant.

### Brandon
Brandon est le garde du corps du Prince Sky et est le fiancé de Stella. Dans la saison 2, il était sur le point d'épouser la princesse Amentia de Downland, un royaume souterrain, lors d'un mariage forcé. Avant que cela ne se produise, il fut sauvé par Stella, Bloom, Layla, Sky et les mini-fées. Brandon a de courts cheveux bruns. 3 acteurs italiens se partagent sa voix dont Massimiliano Alto, Giovanni Baldini et Gianluca Crisafi. L'acteur francophone doublant sa voix est Alexandre Crépet,.

### Riven
Riven est un compétiteur, souvent en rivalité avec Sky en tant que meneur du groupe. C'est le petit-ami de Musa. Il a de courts cheveux couleur ruby et des yeux plutôt violets. Il est abandonné à la naissance par sa mère et depuis, se méfie des femmes. Sa relation avec Musa connaît des hauts et des bas, étant souvent maladroit avec elle. Il la quitte au cours de la saison 7, ne se sentant pas à la hauteur de ses objectifs. Cependant, il fait un retour inattendu lors de la saison suivante, et se remet avec Musa. L'acteur italien doublant la voix de Riven est Mirko Mazzanti et l'acteur francophone doublant sa voix est Mathieu Moreau,.

### Timmy
Timmy est le spécialiste provenant d'une famille de scientifiques très respectés à Magix. Il adore la technologie et est habile pour piloter les vaisseaux de la Fontaine Rouge. Ses cheveux sont courts, plutôt roux et il porte des lunettes. C'est le petit-ami de Tecna. Lorsque celle-ci disparaît et devient présumée morte dans la saison 3, au cours d'une mission sur Andros, Timmy est dévasté, mais prêt à tout pour la retrouver, convaincu qu'elle a survécu. Son obstination l'a permis de la sauver et de la ramener parmi le groupe. L'acteur italien doublant la voix de Timmy est Corrado Conforti et l'acteur francophone doublant sa voix est Tony Beck,.

### Helia
Helia, introduit dans la deuxième saison, adore l'art et est le neveu de Saladin. Il est pacifiste qui prend soin de la nature et de ses amis[pas clair]. C'est le petit-ami de Flora, il lui peint des tableaux et lui écrit des poèmes. À son arrivée, il a de longs cheveux bleu foncé, attachés en une queue, dans les saisons suivantes, ses cheveux sont plutôt courts, à l'image de ceux de Sky. Dans la saison 6, Icy voit en Helia un Roi des Glaces, et utilise sa magie pour le retourner contre Flora puis le lui arracher. Un violent combat s'engage ensuite entre la fée et la sorcière. Flora gagne, et récupère son petit ami. L'acteur italien doublant la voix d'Helia est Francesco Pezzulli et l'acteur francophone doublant sa voix est Pierre Lognay,.

### Roy
Roy est un spécialiste provenant de la planète Andros, travaillant pour le père de Layla. Il apparaît à partir de la saison 5, aidant les Winx à trouver les gemmes magiques qui permettront à celles-ci d'obtenir le Sirenix. Il a la peau mate et de courts cheveux blonds. Il peut se battre sous l'eau. Il possède des pouvoirs magiques et a également un faible pour Layla, mais celle-ci a choisi Nex, son rival. L'acteur italien doublant la voix de Roy est Emanuele Ruzza et l'acteur américain doublant sa voix est Bryton McClure.

## Personnages inclassables
Trois personnages sont décrits, mais ne sont jamais allés à la Fontaine Rouge et ne sont pas des Spécialistes :

### Nabu
Nabu est un sorcier, né sur la planète Andros. Il apparaît dans la troisième saison lorsque Layla et lui ont appris que leurs parents respectifs souhaitaient les marier ensemble, sans leur consentement. Nabu endosse alors le nom d'Ophir et quitte Andros pour trouver Layla afin de découvrir à qui il avait affaire. Il finit par tomber amoureux d'elle, et réciproquement. Au début, les Winx pensaient qu'il était un espion de Valtor mais se sont rendu compte qu'elles avaient tort. Stella l'accueille joyeusement au sein du groupe. Il a la peau mate et les cheveux longs et tressés. Il meurt dans la quatrième saison après s'être sacrifié pour sauver Tír na nÓg. Layla devient par conséquent folle de chagrin et se retourne contre les Winx, estimant que celles-ci ne comprennent pas son désir de vengeance. L'acteur italien doublant la voix de Nabu est Sacha De Toni et l'acteur francophone doublant sa voix est Christophe Hespel.

### Prince Thoren
Prince Thoren est un paladin. Il est également le cousin du Prince Sky et le mari de Daphné. Il a de courts cheveux bruns tirés en arrière. Il apparaît à partir de la saison 6. Il était en mauvais termes avec Sky, l'ayant abandonné dans la forêt alors qu'ils combattaient des monstres. Sky s'est battu courageusement, mais Thoren s'est défilé et s'est enfui. L'acteur italien doublant la voix de Prince Thoren est Alessio De Filippis et l'acteur américain doublant sa voix est Charlie Schlatter.

### Nex
Nex est un paladin et un ami du Prince Thoren. Il a de courts cheveux gris. C'est le petit-ami de Layla depuis la sixième saison. L'acteur italien doublant la voix de Nex est Daniele Raffaeli et l'acteur américain doublant sa voix est Adam Gregory.

## Ennemis

### Les Trix
Les Trix sont trois sorcières avec différents pouvoirs. Ce sont les premières ennemies des Winx, lorsque les sorcières étudiaient à la Tour Nuage. Elles volent les pouvoirs de Bloom dans la première saison, afin de remplir l'objectif de leurs ancêtres, les Sorcières Ancestrales. Dans les saisons suivantes, elles s'associent avec les méchants tels que Lord Darkar, Valtor, Tritannus, Selina, etc. toujours pour s'en prendre aux Winx et régner sur la Dimension Magique.

#### Icy
Icy est la Sorcière de la Glace. Elle est plus agressive que Darcy mais plus calme que Stormy. Elle a de long cheveux gris attachés en une queue-de-cheval et porte des habits de couleurs bleus. Bloom est son ennemie jurée depuis le jour où elles se sont rencontrées. Des combats ont souvent lieu entre la fée et la sorcière. Dans la saison 6, elle entretient une rivalité avec Flora, ayant tenté de lui voler Helia. L'actrice italienne doublant la voix d'Icy est Tatiana Dessi et les actrices francophones doublant sa voix sont Guylaine Gilbert jusqu'à la saison 2 puis Bernadette Mouzon depuis la saison 3.

#### Stormy
Stormy est la Sorcière du Vent. C'est la plus jeune du trio. Elle est impulsive et a un très fort tempérament, attaquant souvent les Winx en premier. Elle possède des cheveux bouclés, courts et violets, ainsi que des habits de couleurs bordeaux. Elle aussi méprise Bloom, mais également Musa. L'actrice italienne doublant la voix de Stormy est Valeria Vidali et l'actrice francophone doublant sa voix est Dominique Wagner.

#### Darcy
Darcy est la Sorcière des Ténèbres. Elle aime torturer les fées et est moins agressive que ses amis, préférant les techniques subtiles et manipulatrices. Elle a de longs cheveux bruns et porte des habits violets. Darcy déteste également Bloom, mais méprise tout aussi particulièrement Stella et Musa. L'actrice italienne doublant la voix de Darcy est Federica De Bortoli et l'actrice francophone doublant sa voix est Nathalie Stas.

### Lord Darkar
Lord Dakar, appelé également Phénix de l'Ombre ou Prince des Ténèbres, est le principal ennemi des fées lors de la deuxième saison. les Sorcières Ancestrales étaient sous ses ordres. Celles-ci donnent ensuite naissance à Valtor. Lord Darkar a ordonné  la destruction de Domino, mais le roi et la reine ne se sont pas laissés faire et ont réussi à annihiler les trois sorcières et Valtor. Après cette défaite, Lord Darkar est plongé dans un profond sommeil. Il finit par se réveiller des années plus tard, au début de la deuxième saison, ayant soif de vengeance. Pour ce faire, il lui faut trouver le Codex, une sorte d'objet magique renfermant un pouvoir très puissant, plus puissant que la Flamme du Dragon. Convaincu que les mini-fées abritent le Codex dans leur village, il les kidnappe et les retient en otage afin de leur soutirer l'information qu'il réclame. Il délivre également les Trix de leur séjour à perpétuité au Monastère de Roccaluce en y pénétrant et en leur confiant le Gloomix, permettant d'accroître leurs pouvoirs. Les sorcières neutralisent ensuite les gardes et s'échappent du monastère avec Darkar. Celui-ci comprend que le Codex est en fait divisé en quatre parties, chacune cachée quelque part sur Magix. Il envoie alors les Trix pour les récupérer. Il réussit presque son objectif afin d'accomplir son plan pour régner sur l'univers magique mais est vaincu par les Winx qui utilisent le pouvoir du Charmix. L'acteur italien doublant la voix de Lord Darkar est Fabrizio Temperini et l'acteur francophone doublant sa voix est Martin Sphinhayer.

### Valtor
Valtor est un sorcier. C'est le principal ennemi des fées lors de la troisième et de la huitième saison. Il est créé par les Sorcières Ancestrales à partir d'une étincelle de la flamme du Dragon tombée dans les ténèbres. Il a aidé les sorcières à détruire Domino mais il est battu par Oritel et Marion qui l'emprisonnent dans la dimension Omega. Les Trix le libèrent dans la troisième saison et deviennent ses alliées. Une fois libre, Valtor espère devenir le plus grand sorcier de l'univers magique en conquérant chaque royaume, par le biais de voler les sorts magiques et pouvoirs que renferment chaque planète. Il n'hésite pas à user de moyens sournois et perfides pour déstabiliser les Winx. Pour le contrer, ces dernières doivent acquérir l'Enchantix, qui leur confèreront de nouveaux pouvoirs capables de résister à Valtor. À la fin de la saison, il se transforme en démon et libère le sort des quatre éléments (eau, feu, terre et air), détruisant presque Magix. Bloom utilise sa poussière de fée afin de relâcher les sorts et pouvoirs dérobés par Valtor. La Fée de la Flamme du Dragon finit par le vaincre en éteignant la sienne. Dans la huitième saison, le sorcier est réanimé par Argan, le frère de la Reine Dorana, avant d'être à nouveau anéanti par les fées. L'acteur italien doublant la voix de Valtor est Guido Di Naccio et l'acteur francophone doublant sa voix est Bruno Mullenaerts.

### Les Sorcières Ancestrales
Les Sorcières Ancestrales sont d'anciennes sorcières. Belladonna est la sorcière de la glace, Liliss est la sorcière de l'illusion et de l'ombre et Tharma est la sorcière des tempêtes. Dans le passé, elles ont tenté d'envahir l'Océan Infini et ont affronté Daphné et Politea. Maudissant le pouvoir des nymphes, elles transforment Daphné en esprit désincarné et Politea en monstre. Elles ont ensuite détruit Domino, gelant et assombrissant la planète et emprisonnant ses habitants dans la Dimension Obsidienne, avant d'être battues et également emprisonnées là-bas par la Compagnie de la Lumière. De ce fait, elles dont devenues des esprits désincarnés, à l'image de Daphné.

### Mandragore
Mandragore est une sorcière diabolique, ses pouvoirs étant basés sur les insectes, apparaissant dans le film Le Secret du royaume perdu. Elle est au service des Sorcières Ancestrales et la gardienne de l'Obsidienne. Ces dernières font appel à elle après avoir senti l'énergie de la Flamme du Dragon, comprenant qu'un habitant de Domino a survécu à la tragédie. L'actrice italienne doublant la voix de Mandragora est Cinzia De Carolis.

### Les Sorciers du Cercle Noir
Les Sorciers du Cercle Noir sont quatre sorciers apparaissant dans la quatrième saison de la série. Dans le passé, ils ont développé un moyen de résister à la magie féérique, ce qui leur a permis d'emprisonner toutes les fées de la Terre et de dérober leurs pouvoirs. Ils ont également fait disparaître la magie présente sur Terre, faisant oublier aux humains l'existence des fées. Cependant, ils se rendent compte qu'une fée est encore présente sur Terre, qui n'est autre que Roxy. Par conséquent les quatre sorciers partent à sa recherche mais croisent la route des Winx, bien décidées à ne pas les laisser faire. Afin de ramener la magie sur Terre, elles doivent obtenir le pouvoir du Believix, leur permettant également de combattre les Sorciers du Cercle Noir. Les Winx parviennent à remplir leur mission en convainquant les Terriens de croire à la magie et aux fées. Cela rend les pouvoirs des sorciers inutiles et les rend vulnérables aux attaques de Bloom. Leurs pouvoirs sont affaiblis et sont contraints de se cacher. L'un d'entre eux finit par être vaincu, par conséquent les trois autres décident de se réfugier dans la dimension Omega. Ils sont finalement annihilés et emprisonnés dans la glace par les Winx et les fées terriennes.
Si les Sorciers du Cercle Noir partagent certains pouvoirs, comme celui d'ouvrir une Porte des Ténèbres pour capturer des fées et lancer des enchantements, ils ont aussi des pouvoirs individuels :
- Ogron est le meneur des Sorciers du Cercle Noir qui peut absorber et dévier la magie. Il devient plus fort et plus puissant à chaque coup de magie féerique qu'il absorbe. L'acteur italien doublant la voix de Ogron Patrizio Prata et l'acteur francophone doublant sa voix est Karim Barras[11].
- Duman est un métamorphe qui peut prendre l'apparence d'animaux et d'autres personnes. Il est vaincu par Nabu et souffre une maladie causée par ses pouvoirs instables. L'acteur italien doublant la voix de Duman est Davide Lepore et l'acteur francophone doublant sa voix est Gregory Praet[11].
- Anagan a une rapidité surhumaine. L'acteur italien doublant la voix de Anagan est Andrea Lavagnino et l'acteur francophone doublant sa voix est Pablos Hertsens[11].
- Gantlos peut produire des ondes de choc puissantes et destructrices. L'acteur italien doublant la voix de Gantlos est Christian Iansante et l'acteur francophone doublant sa voix est Laurent Vernin[11].

### Tritannus
Tritannus est le principal ennemi de la cinquième saison. C'est le cousin triton de Layla, le fils du Roi Neptune et de la Reine Ligea et le frère de Nereus. Il a été envoyé en prison pour avoir essayé de tuer son frère, futur héritier du trône de Neptune. Tritannus est déchu de son titre de Prince puis est transformé en démon en raison d'une pollution toxique. Il fait la rencontre des Trix et décide de s'allier avec elles. Tritannus puise sa force dans la pollution générée par les déchets toxiques. L'acteur italien doublant la voix de Tritannus est Alberto Bognanni.

### Selina
Selina est une ennemie de la sixième saison. Elle vient de la planète Terre et était une amie de Bloom. C'est une nouvelle élève de la Tour Nuage et possède un livre magique appelé le Legendarium qui peut donner vie aux légendes et aux mythes. Elle devient la servante du sorcier Acheron, qui a été capturé par le livre. Elle promet de le libérer en échange de puissants pouvoirs magiques, de la connaissance de ses pouvoirs et de la capacité de régner. Après avoir été libéré, Acheron se retourne contre Selina. Elle contacte Bloom par télépathie et capturent ensemble Acheron avant de l'enfermer une nouvelle fois dans le livre. Elle verrouille à clé le livre et retrouve sa marraine Eldora avant de redevenir une simple étudiante. L'actrice italienne doublant la voix de Selina est Eleonora Reti et l'actrice francophone doublant sa voix est Sophie Frison,.

### Acheron
Acheron est un ennemi de la sixième saison. C'est un sorcier puissant et dangereux ayant appris la magie noire sur Terre. Il a créé un livre nommé Legendarium et essaie de l'utiliser afin de devenir le sorcier le plus puissant de l'Univers magique mais il ne peut pas contrôler ses pouvoirs et se retrouve enfermé dans le livre. Dans la saison six, il persuade Selina de l'aider en travaillant pour lui et devenir plus forte pour le libérer. En échange, il lui promet de grands pouvoirs. Une fois libéré, il se retourne contre Selina mais est vaincu par Bloom, étant à nouveau enfermé dans le livre. L'acteur italien doublant la voix de Acheron est Marco Bassetti et l'acteur francophone doublant sa voix est Robert Dubois,.

### Politea
Politea est une fée maléfique ayant combattu aux côtés de Daphné pour protéger la dimension magique et l'Océan infini contre les Sorcières ancestrales. Elle a trahi Daphné pour se ranger du côté des sorcières ancestrales, qui leur ont jeté une malédiction, transformant Daphné en un esprit sans corps et Politea en un monstre ressemblant à un dragon. Politea vivait dans une grotte en forme de requin dans l'Océan infini. Darcy et Stormy volent à Politea ses pouvoirs maléfique. Dans Le Mystère des abysses, Politea revient sous la forme d'un esprit sans corps et s'allie aux Trix pour obtenir un objet puissant appelé la Perle des profondeurs. Politea persuade les Trix de manipuler Tritannus et l'utilise pour obtenir les pouvoirs du Trône de l'Empereur. Lorsque Tritannus acquiert la perle, elle se révèle à lui et utilise sa magie noire pour le contrôler, lui et les Trix. Politea est détruite ou anéantie au loin par la convergence des Winx. L'actrice italienne doublant la voix de Politea est Alessandra Korompay.

### Kalshara et Brafilius
Kalshara et Brafilius sont les principaux ennemis de la septième saison. Kalshara peut changer d'apparence et Brafilius est son frère, possédant des pouvoirs de magie noire. Leur but est de capturer toutes les fées de la dimension magique et obtenir leur pouvoir. Ils étaient autrefois des humains mais sont devenus des créatures animales lorsque Kalshara acquiert la magie noire. Brafilius vole la pierre des souvenirs appartenant à Roxy et l'utilise pour voyager dans le temps avec les Winx. Lorsque Kalshara obtient le pouvoir ultime, Brafilius la trahit, vole la pierre pour lui et l'emploie pour invoquer les animaux les plus puissants de la dimension magique. Les Trix capturent Brafilius et le transforment en chien, forçant Kalshara à conclure une trêve temporaire avec les Winx. Lorsque les Trix sont bannis dans les limbes, le pouvoir ultime est retiré à Brafilius. Kalshara est si furieuse d'avoir perdu le pouvoir ultime qu'elle renie son frère, mais tombe dans un vortex magique et est confrontée aux créatures des cavernes qui le défendent. Kalshara disparaît, mais Brafilius change d'avis et vit désormais avec les sympathiques créatures des cavernes. L'actrice italienne doublant la voix de Kalshara est Emilia Costa et l'acteur italien doublant la voix de Brafilius est Carlo Scipioni,.

### Argan
Appelé Obscurum sous la magie noire de Valtor, Argan est le principal ennemi de la huitième et dernière saison. Il est le frère de la reine Dorana de Lumenia. Jaloux des pouvoirs de sa sœur, il détourne l'énergie de Valtor et utilise le pouvoir des étoiles pour le faire revivre. En échange, Valtor donne à Argan des pouvoirs obscurs et change d'apparence. L'acteur italien doublant la voix d'Obscurum est Pablo de Santis.

## Professeurs

### Faragonda
Faragonda est la directrice d'Alféa. Elle est professeure du pouvoir de la Convergence et est un mentor pour les Winx. Elle a une bonne relation, malgré une petite rivalité avec la directrice de la Tour Nuage. Dans la troisième saison, Faragonda révèle qu'elles ont travaillé ensemble pour défendre Domino de Valtor et des Sorcières Ancestrales. Les actrices italiennes doublant la voix de Faragonda sont Gio Gio Rapattoni et Roberta Greganti et l'actrice francophone doublant sa voix est Myriam Thyrion,.

### Grizelda
Grizelda est la directrice adjointe d'Alféa. Elle est responsable de la discipline. Griselda est l'enseignante la plus stricte qui enseigne des techniques impliquant des facultés de défense et de réflexion, ainsi que de nouveaux sorts. Les actrices italiennes doublant la voix de Griselda sont Franca Lumachi et Rachele Paolelli et l'actrice francophone doublant sa voix est Nathalie Hons.

### Palladium
Palladium est un elfe apprenant la Potionologie aux fées. Il est également le responsable du simulateur qui créé un monde virtuel afin d'évaluer les capacités des fées. Dans la première saison, il est peu sûr de lui et manque de confiance. Dans la deuxième saison, il évolue vers un personnage plus confiant avec une apparence plus adulte . L'acteur italien doublant la voix de Palladium est Stefano Onofri et l'acteur francophone doublant sa voix est Benoit Van Dorslaer,.

### Wizgiz
Wizgiz est un professeur, Leprechaun, capable de se métamorphoser. C'est le plus vieux membre de l'école d'Alféa, ayant environ 1 000 ans. Il peut être parfois tendu et a une relation difficile avec Stella car elle manque d'intérêt pour ses notes. L'acteur italien doublant la voix de Wizgiz est Mino Caprio et l'acteur francophone doublant sa voix est Peppino Capotondi.

### Avalon
Avalon est un Paladin et professeur à Alféa. Il apprend aux fées à réfléchir sur leur pouvoirs et à utiliser de la magie technique. L'acteur italien doublant la voix d'Avalon est Stefano Crescentini et l'acteur francophone doublant sa voix est Lionel Bourguet.

### Saladin
Saladin est le directeur de la Fontaine Rouge. C'est l'oncle d'Helia et un ami des parents biologiques de Bloom. Dans le passé, il travaillait pour la Compagnie de Lumière avec les parents de Bloom. Dans la première saison, il aide la Tour Nuage et Alféa à combattre les Trix. Dans la deuxième saison, la Fontaine Rouge est attaquée par les Trix à cause du Codex que l'école renferme. L'acteur italien doublant la voix de Saladin est Oliviero Dinelli et l'acteur francophone doublant sa voix est Peppino Capotondi,.

### Codaterta
Codaterta est le seul professeur à la Fontaine Rouge. Dans la première saison, il aide la Tour Nuage et Alféa à combattre les Trix. Il est décrit comme l'un des meilleurs maîtres pour combattre. L'acteur italien doublant la voix de Codaterta est Fabrizio Temperini et l'acteur américain doublant sa voix est Dave B. Mitchell.

### Griffin
Griffin est la directrice de la Tour Nuage et une bonne amie à Faragonda. Griffin paraît stricte mais elle prend soin de ses étudiants et les défend si elle est menacée. Elle s'est un jour associée à Valtor afin de travailler pour les Sorcières Ancestrales alors qu'elle était une jeune sorcière. Elle s'est échappée et a défendu Domino aux côtés de Faragonda et Saladin. L'actrice italienne doublant sa voix est Antonella Giannini et l'actrice américaine doublant sa voix est Grey DeLisle. L'actrice francophone doublant sa voix est Catherine Conet.